# Heydar Ghiai

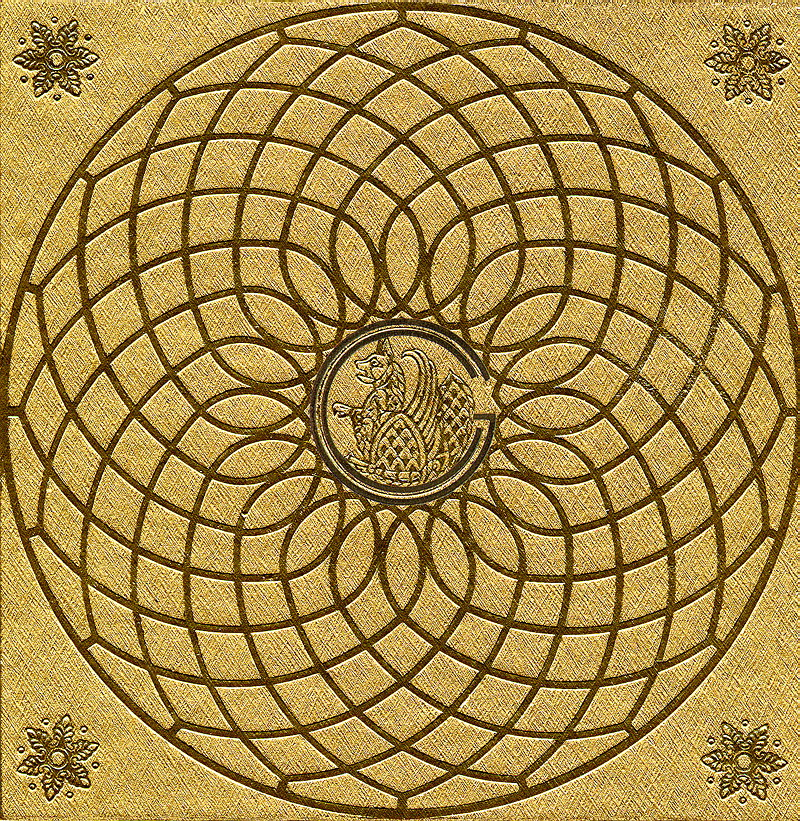
Semnul heraldic al familiei Ghiaï-Chamlou

Heydar Gholi Khan Ghiaï-Chamlou, cel mai adesea doar Heydar Ghiai (n. 1922, Tehran – d. 1985, Cap d'Antibes, Franța) a fost un arhitect iraniano - francez, cu contribuții notabile la implementarea arhitecturii moderne în Iran.
Absolvent al cunoscutei École des Beaux-Arts, din Paris, în 1952, Heydat Ghiai, cunoscut ca un pionier al arhitecturii moderne din Iran, a realizat, printre altele, clădirea Senatului iranian,  Hotel Hilton, mai multe gări, cinematografe, variate clădiri civile și guvernamentale, precum și mai multe spitele.
În calitate de profesor de arhitectură la Universitatea din Teheran, Ghiai a educat mai multe generații de arhitecți moderni.

## Filozofia arhitecturală

### Citate
- " Proporția nu este un principiu arhitectural, ci un principiu al vieții." [1].
- " Omul are o nevoie primară pentru anumite forme, dată de civilizație și corespunzând nevoilor sale imediate. În ele se descoperă pe sine însuși. "[1].
- " Cunosc un loc unde sticla și betonul strălucesc contra luminii, împrăștiind plăcere". [1].

## Listă de proiecte
- Tehran Senate House
- Mashhad Rail Station
- Tabriz Rail Station
- Avicenne Foundation
- Tehran Pars Drive-In Cinema
- Cinema Radio City
- Cinema Moulin Rouge
- Royal Teheran Hilton Hotel
- Farah Abad Palaces
- Mashhad Hospital
- Lavizan Hospital

## Galerie de imagini

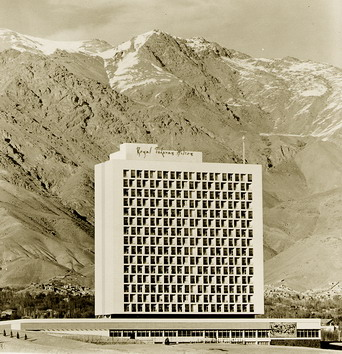
Royal Tehran Hilton Hotel(renamed Esteghlal Grand Hotel), Tehran
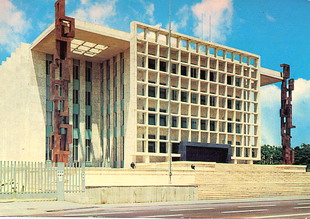
Tehran Senate House
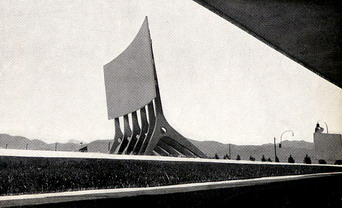
Teheran Pars Drive-In Theatre
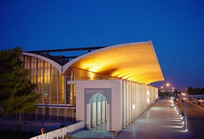
Mashad train station, Mashad
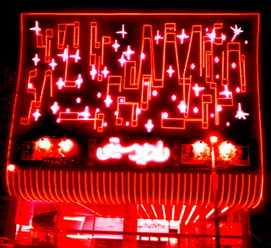
Cinema Radio City, Tehran
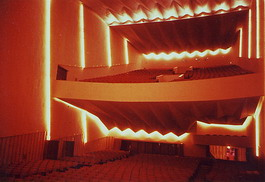
Cinema Radio City, Tehran